# Утка (Алтайский край)
У́тка — посёлок в Змеиногорском районе Алтайского края, входит в состав Кузьминского сельсовета.

## История
Основан в 1920 году. В 1928 году посёлок Утинский состоял из 49 хозяйств, основное население — русские. В административном отношении входил в состав Саввушинского сельсовета Рубцовского района Рубцовского округа Сибирского края.

## Население
| 1997 | 1998 | 1999 | 2000 | 2001 | 2002 | 2003 |
| ---- | ---- | ---- | ---- | ---- | ---- | ---- |
| 164  | ↘161 | ↗171 | ↗179 | ↘169 | ↘150 | ↗153 |
| 2004 | 2005 | 2006 | 2007 | 2008 | 2009 | 2010 |
| ↘151 | ↗154 | ↘135 | ↗148 | ↘147 | ↘138 | ↘132 |
| 2011 | 2012 | 2013 |      |      |      |      |
| ↘131 | ↘130 | ↘122 |      |      |      |      |

## Улицы
В посёлке имеется одна улица — Речная.